# Secteur 7
Pour plus de détails, voir Fiche technique et Distribution.
Secteur 7 (hangeul : 7광구 ; RR : 7 gwanggu) est un film d'horreur sud-coréen réalisé par Kim Ji-hoon, sorti en 2011.

## Synopsis
Les ouvriers de la plate-forme pétrolière Secteur 7 font une terrible découverte plutôt inattendue, sauf pour quelques personnes : une forme de vie mutante…

## Fiche technique
Sauf indication contraire, les informations mentionnées dans cette section peuvent être confirmées par la base de données cinématographiques IMDb,  présente dans la section « Liens externes ».
- Titre original : 7광구
- Titre international : Sector 7
- Titre français : Secteur 7
- Réalisation : Kim Ji-hoon
- Scénario : Yoon Je-kyoon
- Musique : Kim Seong-hyeon[1]
- Décors : Park Il-hyun[1]
- Costumes : Kim Gyeong-mi[1]
- Photographie : Kim Yeong-ho[1]
- Montage : Wang Sang-ik[1]
- Production : Lee Sang-yong et Yoon Je-kyoon[1]
- Sociétés de production : JK Film et CJ E&M Pictures[1]
- Société de distribution : CJ Entertainment
- Pays d'origine :  Corée du Sud
- Langue originale : coréen
- Format : couleur
- Genre : horreur
- Durée : 112 minutes[1]
- Dates de sortie :
  - Corée du Sud : 4 août 2011
  - France : 17 octobre 2012

## Distribution
- Ha Ji-won (V. F. : Isabelle Volpé) : Cha Hae-Jun "La Coriace"
- Ahn Sung-ki (V. F. : Tony Joudrier) : Oncle Ahn Jeong-Man
- Oh Ji-ho (V. F. : Rémi Caillebot) : Kim Dong-Su
- Park Cheol-min (V. F. : Taric Mehani) : Do Sang-goo
- Song Sae-byeok (V. F. : Arnaud Laurent) : Go Jong-yoon
- Park Jeong-hak (V. F. : Pascal Germain) : Hwang In-hyeok

Source et légende : Version française (V. F.) selon le carton de doublage.